# Stiporyzopsis
Stiporyzopsis és un gènere híbrid (Oryzopsis × Stipa) de plantes de la família de les poàcies, ordre de les poals, subclasse de les commelínides, classe de les liliòpsides, divisió dels magnoliofitins.

## Taxonomia
×Stiporyzopsis caduca (Beal) B. L. Johnson i Rogler (sinònim: ×Achnella caduca (Beal) Barkworth.